# Christus-König-Kirche (Świnoujście)

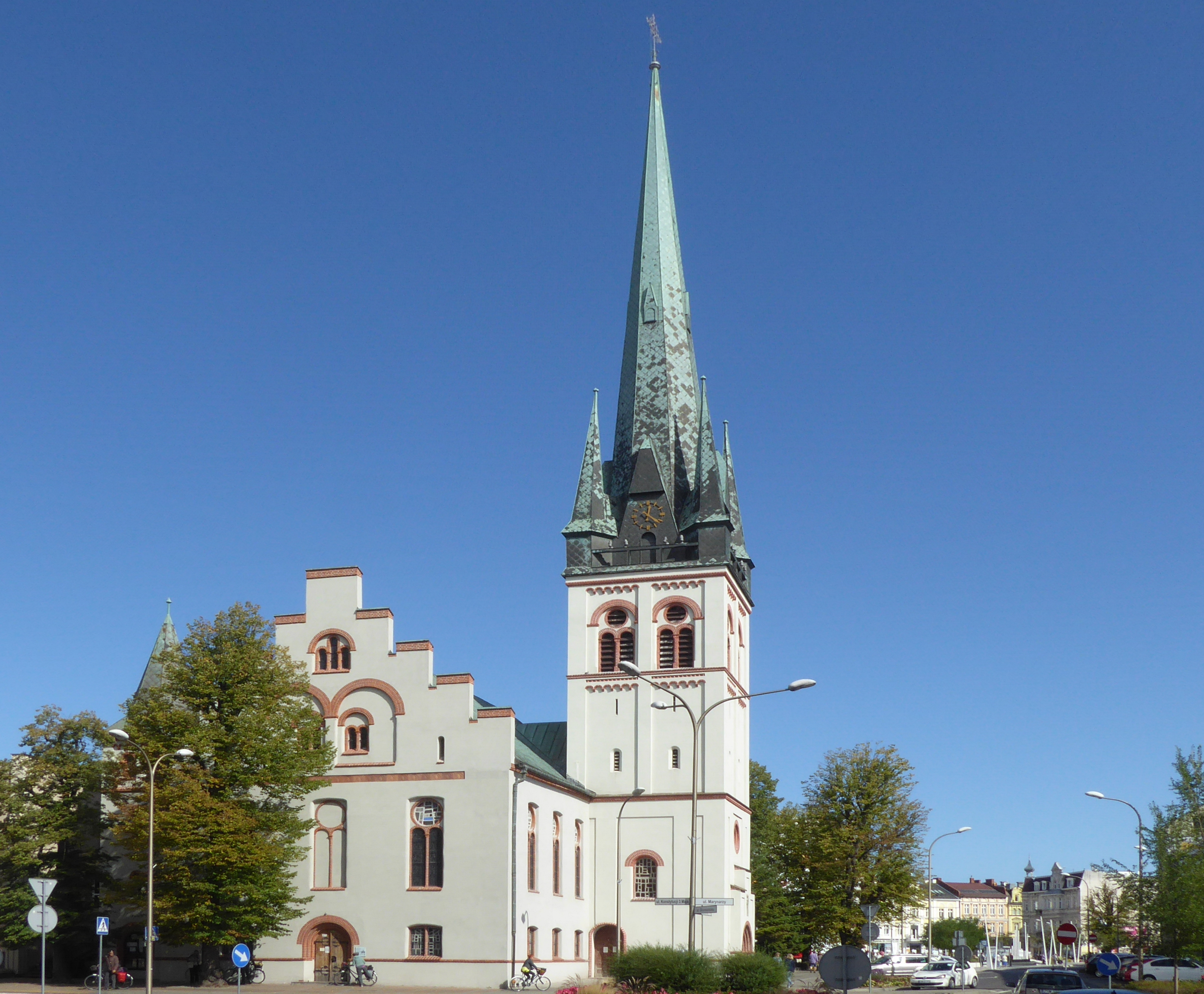
Christus-König-Kirche

Die Kirche Christus König (polnisch Kościół Chrystusa Króla) ist eine römisch-katholische Pfarrkirche in Świnoujście (Swinemünde) auf der Ostseeinsel Usedom in Polen. Sie wurde von 1788 bis 1792 gebaut, 1881 umgebaut und war bis 1950 evangelische Christuskirche.

## Geschichte
1788 wurde mit dem Bau einer ersten Kirche im neu entstehenden Ort Swinemünde begonnen. Sie wurde Nachfolgerin der Dorfkirche im nahegelegenen Westswine, die bis dahin auch für Swinemünde zuständig war. Die Entwürfe schuf Baudirektor David Gilly, es gab eine finanzielle Unterstützung der preußischen Regierung. 1792 wurde die Kirche eingeweiht. 1803 bekam sie eine Orgel. 1814 schenkte der Schiffer Christian Heins ein Votivschiff. 1834 wurde eine neue Orgel durch August Wilhelm Grüneberg aus Stettin gebaut.
1881 wurde mit umfangreichen Umbauten nach Plänen von Carl Schäfer im Inneren begonnen und es wurde ein Turm gebaut. 1891 wurde die neue Kirche eingeweiht. 1906 gab es Ergänzungen und Modernisierungen im Inneren. Die Kirche bekam den Namen Christuskirche, da es in der Stadt nun eine zweite evangelische Kirche, die Lutherkirche, gab. 1927 erhielt sie eine neue Orgel der Firma Steinmeyer aus Bayern.
1945 wurde die Christuskirche beim Luftangriff auf Swinemünde zwar beschädigt, konnte aber bald wieder instand gesetzt werden. Bis 1950 fanden dort evangelische Gottesdienste statt, ehe sie an die katholische Kirche übergeben wurde. 1973 wurde an ihr eine Pfarrei mit dem Patrozinium Christus König eingerichtet, die zum Erzbistum Stettin-Cammin gehört. In den folgenden Jahren fanden Reparaturarbeiten statt. Von 1982 bis 1986 wurde der Innenraum fast komplett umgestaltet, von der ursprünglichen Ausstattung blieben lediglich Votivschiff und Orgel erhalten. 2001 fanden Modernisierungsarbeiten statt.

## Architektur und Ausstattung

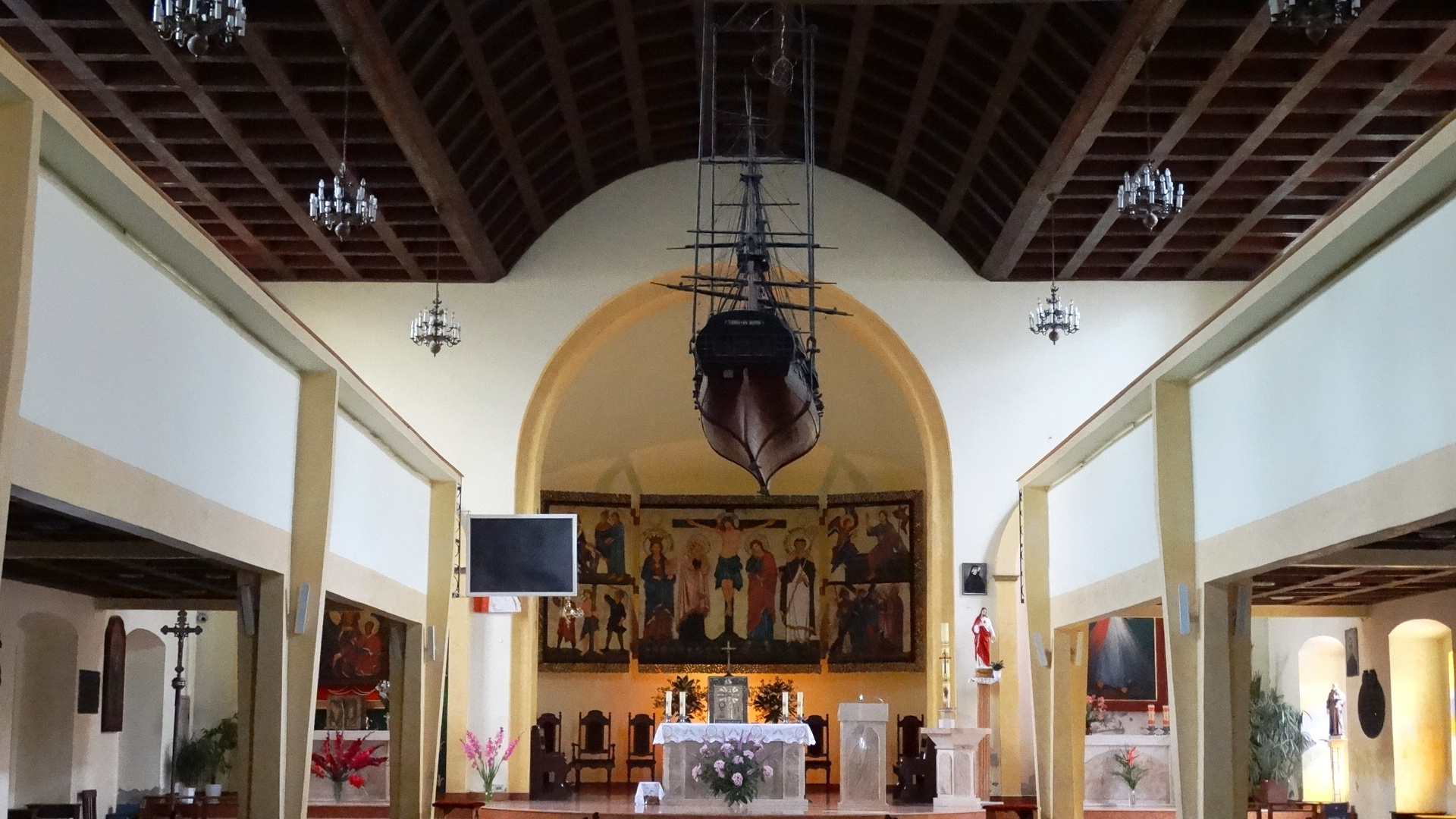
Kirchenschiff

Die Kirche ist ein barocker Saalbau mit einem angebauten neugotischen  Kirchturm.
Im Inneren gibt es eine moderne Ausstattung. An der Decke hängt ein Votivschiff von 1814 mit etwa drei Meter Länge. Dieses Modell einer Korvette trägt am Heck den Namen des Stifters, 'Christian Heins', und 'Vergißmeinicht'. Der Stifter wurde während der Franzosenzeit mit seinem Schiff von französischen Kaperern aufgebracht und fertigte während der Gefangenschaft das Schiffsmodell an. Die Orgel der Firma Steinmeyer von 1927 hat 31 Register mit zwei Manualen und Pedal und ist weitgehend original erhalten.

## Glockenspiel
Das Glockenspiel um 6, 12 und 21 Uhr wird per Lautsprecher nach außen übertragen. Um 12 Uhr wird ein Glockenspiel aus dem Agnus Dei gespielt (Christe Du Lamm Gottes). Um 21 Uhr erklingt ein Posaunenspiel.